# Familia política
Una familia política (llamada también a menudo dinastía política) es una familia en la que varios miembros participan activamente en política, en particular en política electoral. Los miembros pueden estar vinculados por lazos sanguíneos o de matrimonio; a menudo, varias generaciones participan.
Una familia real o dinastía en una monarquía, en general, no se considera una "familia política", no obstante, cuando se proclama una república no es infrecuente que haya descendientes de esa dinastía que integren familias políticas (como ha sido el caso de la familia Cakobau de Fiyi). 
Una dictadura familiar es una forma de dictadura que funciona de manera muy similar a una monarquía absoluta, pero en un país nominalmente republicano.Un ejemplo conocido de una dictadura familiar es el caso de la Dinastía Kim en Corea del Norte.